# Post Mortem (Band)
Post Mortem ist eine US-amerikanische Metal-Band aus Belmont, Massachusetts, die im Jahr 1982 gegründet wurde.

## Geschichte
Die Band wurde am 22. März 1982 gegründet und bestand aus Sänger John McCarthy, Gitarrist John Alexander, Bassist Mark Kelley und Schlagzeuger Rick McIver. Es folgten mit Punks After Death, The Dead Shall Rise und Death to the Masses die ersten drei Demos. Zudem war die Bands auch mit Ready to Die auf dem Sampler Speed Metal Hell II und mit Armies of the Dead auf Thrash Metal Attack zu hören. Im Jahr 1986 schloss sich dann das Debütalbum Coroner’s Office an. 1987 folgte die EP The Missing Link. Auf der EP war Gitarristin Michelle Meldrum (Phantom Blue) neben Andrew Donheiser und Phil Williams als Gastmusikerin vertreten. Im Jahr 1988 kam Rich Goyette als neuer Gitarrist zur Band, sodass er John McCarthy ersetzte. Außerdem erregte die Band ein gewisses Medieninteresse, als ein Bandmitglied festgenommen wurde, als er in der Öffentlichkeit in Boston masturbierte. Das nächste Album erschien im Jahr 1990 unter dem Namen Festival of Fun über Shit Kicka Records. Im Jahr 1993 folgte ein weiteres Album mit dem Namen Destined for Failure bei Red Light Records, ehe die Band nach diversen Besetzungswechseln vorerst auf Eis gelegt wurde. Im Jahr 2003 wurde das Projekt wiederbelebt. Im Januar 2009 verstarb Sänger John McCarthy. Auf dem Album Message from the Dead, das im selben Jahr erschien, war Mirai Kawashima (Sigh) als neuer Sänger vertreten.

## Stil
Die Band spielt eine Mischung aus Hardcore Punk, Doom- und Death-Metal, wobei der Gesang als „derb-dreckig“ bezeichnet wird. Das Debütalbum befasste sich hauptsächlich mit dem Thema Tod, sodass die Band zu den ersten Death-Metal-Bands zählt. Die Musik wechselt zwischen schnellen aggressiven und langsamen, schweren Doom-Metal-Passagen. Auf der EP The Missing Link erweiterte die Band sich vor allem textlich, sodass etwa in dem Lied Caveman über das Leben eines Neandertalers berichtet wird. Der Metal Hammer bezeichnete die Band auf ihrem Debütalbum als eine „Mischung aus Death Metal und Thrash, mit leichten Hardcoreeinflüssen“.

## Diskografie
- Punk After Death (Demo, 1984, Eigenveröffentlichung)
- Death to the Masses (Demo, 1985, Eigenveröffentlichung)
- The Dead Shall Rise (Demo, 1986, Eigenveröffentlichung)
- Coroner’s Office (Album, 1986, New Renaissance Records)
- Turkey on Your Nose… (Demo, 1986, Eigenveröffentlichung)
- The Missing Link (EP, 1987, New Renaissance Records)
- Seasoned NoSalt Makes My Beef Stew Taste Like My Beef Stew (Single, 1990, Wicked Sick Records)
- Ring Around the Rectum (Single, 1990, Taboo Records)
- Festival of Fun (Album, 1991, Shit Kicka Records)
- Rehearsal 1991 (Demo, 1991, Eigenveröffentlichung)
- Destined for Failure (Album, 1993, Red Light Records)
- Deterioration of the Flesh (Kompilation, 2007, Eigenveröffentlichung)
- A Message from the Dead (Album, 2009, Taboo Records)